# Zwerg-Mandel
Die Zwerg-Mandel (Prunus tenella), auch Strauch-Mandel genannt, ist eine Pflanzenart aus der Gattung Prunus.

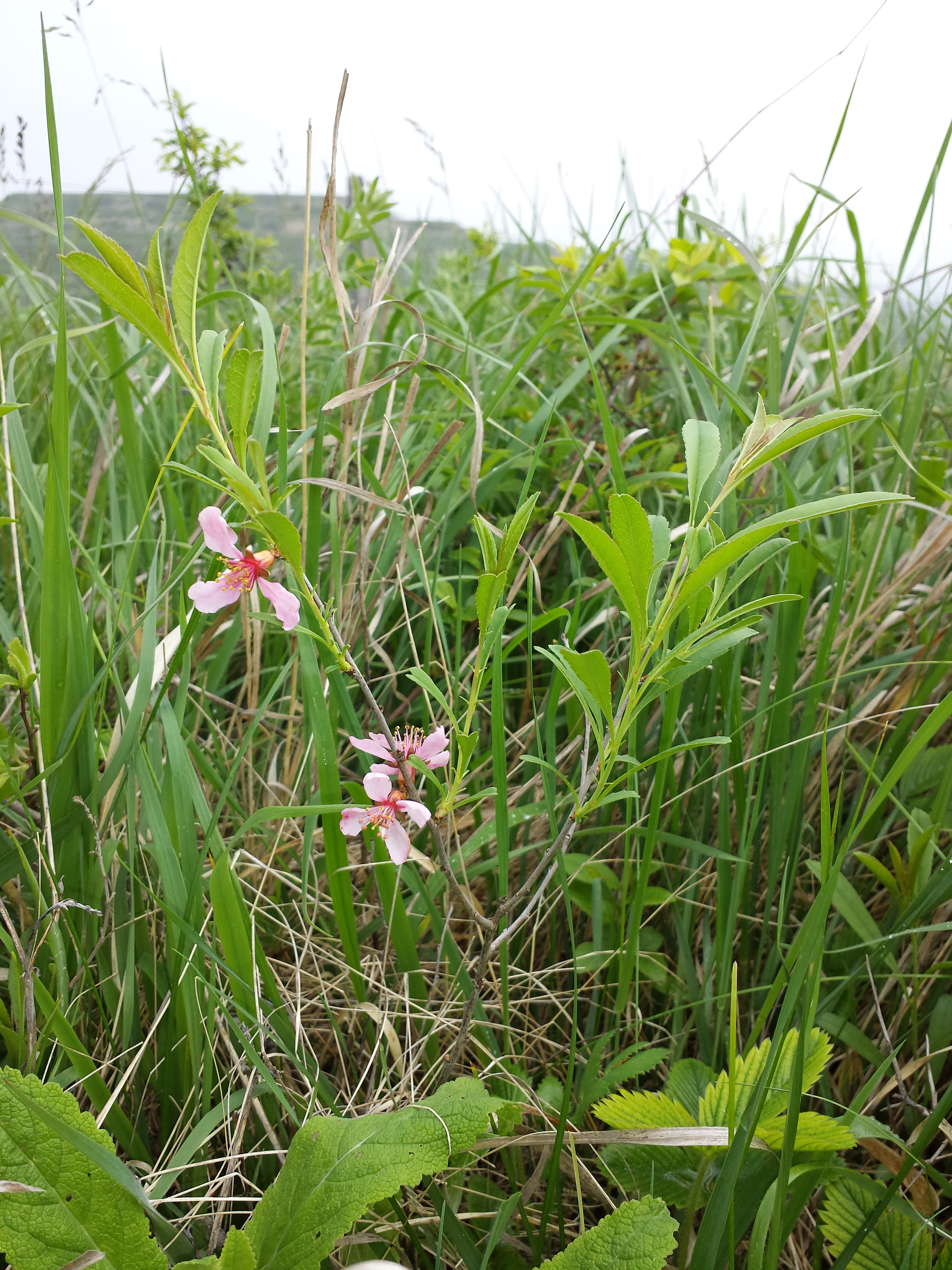
Zwerg-Mandel (Prunus tenella)

## Beschreibung

### Vegetative Merkmale
Die Zwerg-Mandel ist ein ausläuferbildender, aufrechter Strauch, der Wuchshöhen bis 1,5 Metern erreicht. Die Hauptäste verzweigen sich mehrfach und es sind zahlreiche Kurztriebe vorhanden. Zuerst ist die Rinde der Zweige weiß oder rötlichbraun und wird mit der Zeit grauer oder graubrauner; sie ist stets kahl. An Langtrieben befindet sich eine Endknospe. Zumindest an starken Langtrieben sind die Seitenknospen in den Blattachseln meist zu dritt. Die Schuppen der Winterknospen sind braun und am Rand bewimpert.
Die Laubblätter sind 3 bis 7 Zentimeter lang, 1 bis 3 Zentimeter breit, lanzettlich oder länglich-lanzettlich, spitz, an der Basis keilförmig und am Rand scharf gesägt. Sie sind kahl, hellgrün, nur undeutlich gestielt und in Knospenlage gefaltet. Auf der Blattunterseite treten die Nerven nur undeutlich hervor.

### Generative Merkmale
Die Blütezeit reicht von April bis Mai. Die Blüten sind in der Regel einzeln oder zu zweit bis dritt angeordnet und erscheinen zusammen mit den Blättern. Sie sind umgeben von braunen Knospenschuppen und nur undeutlich gestielt. Ihr Durchmesser beträgt 1 bis 2 Zentimeter. Der Blütenbecher ist 5 bis 8 Millimeter lang und 2 bis 3 Millimeter breit. Er ist mindestens doppelt so lang wie breit, röhrig und kahl. Die Kelchblätter sind 3 bis 4 Millimeter lang, länglich-eiförmig, kahl und an ihrem Rand knorpelig fein gesägt. Die Kronblätter sind 10 bis 15 Millimeter lang, 4 bis 8 Millimeter breit, länglich bis verkehrt eiförmig, am Grunde keilförmig, in der Regel ganzrandig und kräftig rosarot gefärbt. Die 20 bis 30 Staubblätter sind 4 bis 8 Millimeter lang. Die Staubbeutel sind rötlich gefärbt.
Die bei Reife graugelbe Frucht ist bei einem Durchmesser von 12 bis 22 Millimetern beinahe kugelig, dicht zottig-filzig behaart und weist eine Längsfurche auf. Das Fruchtfleisch ist dünn und ledrig. Der Steinkern ist 8 bis 18 Millimeter lang, abgeflacht, breit eiförmig, gekielt und meistens netzig-runzelig.

### Chromosomenzahl
Die Chromosomenzahl beträgt 2n = 16.

## Vorkommen
Das Areal der Art umfasst Ostösterreich, Südmähren, Ungarn, Bulgarien, den Südosten des ehemaligen Jugoslawiens, Albanien als südwestlichsten Fundort, die Steppengebiete im Süden Russlands sowie Kasachstan. Im Kaukasus sowie im Altai und Tarbagatai-Gebirge und im Tien-Schan finden sich besondere isolierte Gebirgsformen (Prunus georgica, Prunus ledebouriana und Prunus petunnikowii), die meist als eigene Arten betrachtet werden. 
In Mitteleuropa ist Prunus tenella lediglich in Österreich und Mähren indigen. In Österreich kommt sie nur an ein paar wenigen Stellen im südöstlichen Weinviertel (Hochleithen, Dachgraben bei Matzen und der Höhenzug zwischen Ebenthal und Stillfried) sowie im Burgenland vor. In Mähren ist sie bei Auspitz, Donawitz, Nikolsburg, Pausram, Poppitz sowie in den Pollauer Bergen zu finden. In Deutschland verwilderte sie selten aus Pflanzungen.
Die Zwerg-Mandel wächst auf Trockenwiesen, darunter besonders auf Steppenwiesen, sowie in Gebüschen und Gebüschresten, an Feldrainen und an den Rändern von Weingärten. Sie ist nur im Gebiet der pannonischen Flora anzutreffen.

## Nutzung
Die Gartensorten 'Alba' mit weißen Blüten, 'Fire Hill' mit intensiv roten, dicht stehenden Blüten und 'Speciosa' mit dunkel rosaroten Blüten und einem Wuchs als niedriger Busch werden als Zierpflanzen genutzt.

## Systematik
Es finden sich im Hauptverbreitungsgebiet der Zwerg-Mandel, dem Süden Osteuropas und Asien, verschiedene Formen, deren systematischer Status bisher noch nicht geklärt wurde.
Die Sorte 'Speciosa' wurde auch als Prunus tenella fo. gessleriana Rehder beschrieben.

## Etymologie
Das Artepitheton tenella bezieht sich auf das lateinische tenellus, was sehr fein oder sehr zart bedeutet und auf den Wuchs anspielt.